# Escoles antigues de Llimiana
Les Escoles antigues de Llimiana són un edifici del municipi de Llimiana (Pallars Jussà) inclòs a l'Inventari del Patrimoni Arquitectònic Català.

## Descripció
Antic edifici entre mitgeres, annexa a la plaça formada pel trasllat del fossar vell. Té tres plantes, celler i golfes. La façana està molt reformada. La porta noble té un escut a la llinda. Hi ha restes d'una altra porta que sembla més antiga. Les plantes superiors varen ésser convertides en habitatges. Els murs són de pedra de la zona, reblada i sense arrebossar. La coberta de teula àrab és de dues vessants.

## Història
L'any 1787, juntament amb l'escut del bisbat, s'inscriu a la llinda del portal adovellat. Hi ha una inscripció sobre es motius de la seva funció docent pel "CANONICVS JOSEPH GREGORIS". Varen ésser les primeres escoles de la vila.